# Levențivka, Reșetîlivka
Levențivka (în ucraineană Левенцівка) este un sat în comuna Ploske din raionul Reșetîlivka, regiunea Poltava, Ucraina.

## Demografie
Componența lingvistică a localității Levențivka
     Ucraineană (100%)
Conform recensământului din 2001, toată populația localității Levențivka era vorbitoare de ucraineană (100%).